# Halima Kanni
Halima Kanni. (sinh ngày 14 tháng 3 năm 1964) là một chính trị gia Tunisia cho đảng Ennahda. Bà được bầu làm đại diện cho Tunis năm 2011.

## Đời sống
Kanni. được sinh ra ở Grombalia vào năm 1964. Bà đã được trao bằng tú tài khoa học vào năm 1983. Bà tiếp tục học ngành y ở Tunis hoàn thành một khóa thực tập tại Pháp. Bà có bằng tiến sĩ trong lĩnh vực bệnh di truyền từ Hôpital Charles-Nicolle.
Bà đại diện cho đảng Hồi giáo Ennahda trong cuộc bầu cử ở Tunisia cho quận thứ hai của Tunis. Bà đã được bầu vào Quốc hội lập hiến vào ngày 23 tháng 10 năm 2011. Bà phục vụ trong hội đồng chính quyền khu vực và địa phương và ủy ban cơ sở hạ tầng và môi trường.
Năm 2012, bà đã gây bất hòa với giới truyền thông khi Bà cáo buộc họ thiếu lòng yêu nước và vì chịu ảnh hưởng của nước ngoài. Về vấn đề này, Bà đã trích dẫn đại sứ Pháp. Báo chí rời khỏi tòa nhà để phản đối và nhà lãnh đạo quốc hội của Ennahda, Sahbi Atig, đã tách đảng của ông khỏi những lời buộc tội của Kanni.